# Maesa insularis
Maesa insularis är en viveväxtart som beskrevs av John Wynn Gillespie. Maesa insularis ingår i släktet Maesa och familjen viveväxter. Inga underarter finns listade i Catalogue of Life.